# Livia Orestilla
Livia Orestilla, ou Cornelia Livia Orestilla fut une impératrice romaine du fait de son mariage avec Caligula en 37 ou 38 ap. J.-C.

## Famille
Elle est probablement la fille de Publius Cornelius Lentulus Scipio, consul suffect en 2. Quant à sa mère, elle est soit la fille de Marcus Livius Drusus Libo, ou soit issue de la branche des Livii Ocella.

## Biographie
Livia Orestilla fut d'abord mariée à Gaius Calpurnius Piso (qui fut impliqué dans la conspiration de Pison contre Néron),. Caligula fut invité d'honneur à leur mariage et il fit conduire l'épouse dans sa chambre le soir-même. Pison fut persuadé ou forcé d'annuler son mariage afin que Caligula puisse l'épouser. Selon Dion Cassius et Suétone, cela se passa le jour même du mariage. 
Suétone dit que Caligula proclama le jour suivant, par un placard affiché sur son ordre, qu'il avait acquis une nouvelle épouse dans la tradition de Romulus et Auguste qui avaient tous les deux volé des femmes. Quelques jours après, il la répudia et, deux ans plus tard, bannit Livia sur le prétexte qu'elle était retournée chez son premier mari.

## Médailles romaines
On connaît des médailles représentant Livia Orestilla dont l’origine est suspecte ou fausse, au regard des quelques jours où elle fut la femme de Caligula.

## Sources
- (en) Cet article est partiellement ou en totalité issu de l’article de Wikipédia en anglais intitulé « Livia Orestilla » (voir la liste des auteurs).

- Suétone, Vie de Caligula.